# Joachim von zur Gathen

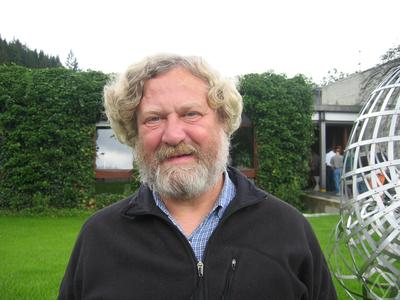
Joachim von zur Gathen, 2007

Joachim von zur Gathen (* 14. Februar 1950 in Solingen) ist ein deutscher Mathematiker und Informatiker, der sich mit Computeralgebra befasst.
Joachim von zur Gathen studierte Mathematik an der ETH Zürich mit dem Diplom und wurde 1980 an der Universität Zürich bei Volker Strassen promoviert (Sekantenräume von Kurven).  Ab 1981 war er Assistant Professor an der Universität Toronto, wo er 1986 Associate Professor und 1991 Professor für Informatik wurde. Ab 1994 war er Professor an der Universität Paderborn und ab 2004 an der Universität Bonn und am Bonn-Aachen International Center for Information Technology (B-IT).
Er befasst sich mit Computeralgebra (zum Beispiel Faktorisierung von Polynomen), Endlichen Körpern, Kryptographie, Komplexitätstheorie und Parallelrechner-Algorithmen.
Joachim von zur Gathen ist Gründungsherausgeber von Computational Complexity (Birkhäuser/Springer). 1994 erhielt er den Distinguished Service Award der Association for Computing Machinery.

## Schriften
- mit Jürgen Gerhard: Modern Computer Algebra, Cambridge University Press, 1999, 3. Auflage 2013,. ISBN 9781107039032
- Factorization and Decomposition of Polynomials: in: Alexander V. Mikhalev, Günter Pilz (Hrsg.), The Concise Handbook of Algebra, Kluwer 2002, S. 159–161
- Factorization of Polynomials, in:  Johannes Grabmeier, Erich Kaltofen, Volker Weispfenning (Hrsg.), Computer Algebra Handbook, Springer 2003
- Hrsg. mit José Luis Imaña, Çetin Kaya Koç: Arithmetic of Finite Fields, Proc. 2nd International Workshop, WAIFI 2008 Siena, Lecture Notes in Computer Science 5130, Springer, 2008
- CryptoSchool, Springer 2015, ISBN 978-3-662-48425-8